# قوة مفرطة

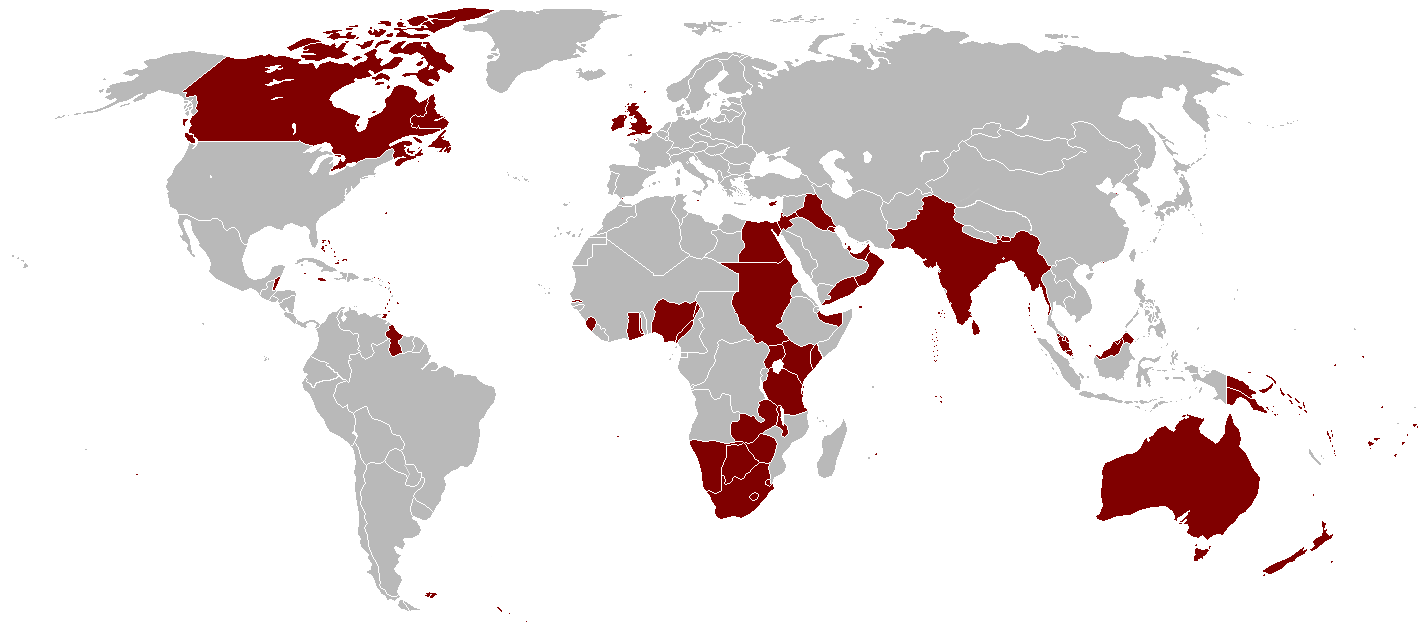
الإمبراطوية البريطانية 1921

القوة المفرطة أو القوة الفائقة هي دولة تهيمن على جميع الدول الأخرى في كل مجال (أي العسكرية والثقافية والاقتصادية) وتعتبر خطوة أعلى من القوة العظمى. يشير المصطلح غالبًا إلى الولايات المتحدة نظرًا لوضعها كقوة عظمى وحيدة في العالم حاليًا؛ ومع ذلك فإن وضعها المحتمل أعلاه يظل موضوعًا للنقاش.
في الآونة الأخيرة لم تعد الولايات المتحدة القوة العظمى الوحيدة غير المتنازع عليها المهيمنة في كل المجالات (أي العسكرية والثقافية والاقتصادية والتكنولوجية والدبلوماسية) في كل منطقة من العالم. وفقًا لمؤشر آسيا للطاقة 2020، لا تزال الولايات المتحدة تتصدر القدرات العسكرية والتأثير الثقافي والمرونة وشبكات الدفاع، ولكنها تتخلف عن الصين في أربعة معايير للموارد الاقتصادية والموارد المستقبلية والعلاقات الاقتصادية والنفوذ الدبلوماسي عبر ثمانية تدابير. يصنف هذا المؤشر القوة والتأثير فقط عبر منطقة آسيا والمحيط الهادئ، وبالتالي لا ينطبق على التعريف العالمي للقوة العظمى.

## التاريخ
قامت الصحفية البريطانية بيريجرين وورثورن بصياغة هذا المصطلح في مقال في صنداي تلغراف نُشر في 3 مارس 1991. بعد نهاية الحرب الباردة مع تفكك الاتحاد السوفيتي، شعر بعض المعلقين السياسيين أن هناك حاجة لمصطلح جديد لوصف موقف الولايات المتحدة (باكس أمريكانا) باعتبارها القوة العظمى الوحيدة. شاع وزير الخارجية الفرنسي هوبير فيدرين هذا المصطلح في عام 1998، لأنه من موقع فرنسا، بدت الولايات المتحدة كقوة مفرطة، على الرغم من أن صلاحية تصنيف الولايات المتحدة بهذه الطريقة كانت محل خلاف.
كما تم تطبيق المصطلح بأثر رجعي على الدول المهيمنة في الماضي. في كتابها يوم الإمبراطورية، تقترح الأستاذة الأمريكية ايمي تساي أن الإمبراطورية الأخمينية وسلالة تانغ والإمبراطورية الرومانية والإمبراطورية المغولية والإمبراطورية الهولندية والإمبراطورية البريطانية كانت أمثلة ناجحة للهيمنة التاريخية. كانت الملكية الإسبانية ومجال الرخاء المشترك لشرق آسيا والرايخ الثالث عدادات؛ وهي تفكر في تأكيدات أن الولايات المتحدة قوة عظمى حديثة. في السياق التاريخي، يُفهم عادةً على أنه يعني قوة تفوق بشكل كبير أي قوة أخرى في بيئتها السياسية على عدة محاور؛ لم تهيمن روما على بلاد فارس أو الهند القديمة أو الصين، لكنها سيطرت على منطقة البحر الأبيض المتوسط بأكملها عسكريًا وثقافيًا واقتصاديًا.